# 波多野三兄弟
波多野三兄弟（はたのさんきょうだい）は、丹波国の武将、波多野秀治、波多野秀尚、波多野秀香の3人の兄弟を指す。明智光秀の丹波攻めに敗れた後、安土城下で3人とも磔に処された。
- 波多野秀治 - 波多野元秀の嫡男にして八上城城主。第一次黒井城の戦いでは北側に陣取った。
- 波多野秀尚 - 霧山城城主。第一次黒井城の戦いでは西側に陣取った。
- 波多野秀香 - 大路城城主。丹波酒井氏から波多野氏に養子に来たといわれる。第一次黒井城の戦いでは東側に陣取った。